# 부산산업학교
부산산업학교는 부산광역시 사상구에 위치한 부산광역시 소재 일반계 고등학교 3학년생에게 직업 교육을 가르치는 각종학교이다. 직업 교육을 진행하고 있기에 기능사 자격증 취득을 위한 수업을 진행하고 있으나 대부분 학생들은 전공 관련 대학으로 진학하고 있다. 공립 학교이기에 학교운영위원회, 학생회 모두 구성되어 있다. 또한 무상 급식이 실시되고 있고 실기 교육에 필요한 모든 비용이 지원되기에 개인이 부담할 실습 비용이 없다. 자기가 다니는 학교의 교복이나 체육복을 입고 등교하고, 실습 시 실습복이 지급된다.  
각 학과에선 전공 영역의 기능사를 취득하는데 의무 검정을 통해 필기를 면제 받는다. 단 1개 영역의 기능사 시험에서만 필기를 면제 받기에 2개 이상 취득을 위해선 필기 시험도 응시해야 한다.  
대학 진학 설명회는 각 학과별로 실시하고 대학의 관련 전공 학과에서 진행하기에 학생의 진로에 맞는 대학을 결정하는데 직접적인 도움을 될 수 있도록 하고 있다.  

## 학교 연혁
- 1991년 3월 1일: 개교
- 1997년 9월 1일: 부산직업학교를 부산산업학교 교명 변경
- 2021년 3월 1일: 제19대 김상국 교장 취임
- 2025년 3월 1일: 제20대 강병구 교장 취임

## 학과

#### 전기자동차과
- 자동차정비기능사 자격증을 취득하고 있다.
- 대부분의 학생들이 공대 계열로 진학한다.

#### 방송영상과
- 대부분 학생들이 영화과, 방송과 대학 진학을 하고 있으며 각 대학에 맞는 입시 실기 수업을 병행하고 있다.
- 학생들의 성적에 맞추어 대학 입시 교육을 진행하고 있기에 내신 성적에 비해 좋은 대학을 입학하는 경우도 있다.(23년도 성결대 영화과, 백제예전 문창과 합격)
- 대부분 5-6등급 학생들이 많으며 영화과 입시 준비를 통해 경성대 영화학과, 동서대 영화학과 등 부산 지역 대학에 실기 전형으로 대학을 진학한다.
- 전문 자격증으로 사진기능사를 취득한다. 남자들의 경우 사진기능사가 있으면 영상 관련 대학 진학 후 정훈병으로 갈 수 있기에 사진과 영상을 특기로 하는 정훈병으로 입대하는 경우가 매년 있다.

#### IT콘텐츠과
- 코딩 수업을 진행한다. 학생 수가 적고 1인 2모니터를 사용하기에 코딩 집중도가 높은 편이다.

#### 컴퓨터그래픽과
- 컴퓨터그래픽운용기능사와 GTQ 포토샵과 일러스트 자격증을 취득한다.
- 대부분의 학생들이 디자인 관련 대학을 진학하고 있다.
- 주1회 7시간 정도 웹툰 전문 강사로부터 만화에 대해 교육을 진행한다.

#### 제과제빵과
- 1학기엔 제빵기능사 수업, 2학기엔 제과기능사 수업을 실시한다.
- 대부분의 학생들이 관련 전공 대학으로 진학하고 있다.

#### 외식조리과
- 한식조리기능사, 양식조리기능사, 커피바리스타 과정을 운영하고 있다.
- 대부분의 학생들이 관련 전공 대학으로 진학하고 있으며 가끔 외식조리 계통으로 취업하는 경우도 있다.

#### 미용예술과
- 미용사(일반), 미용사(피부), 미용사(네일), 미용사(메이크업), 이용사 자격 과정 수업을 실시하고 있다
- 학원을 다니던 학생이 오는 경우도 있으며 처음부터 배우는 학생들도 있다. 5개 기능사 자격 중에서 자신에게 필요한 기능사를 응시한다.
- 대부분 관련 전공 대학으로 진학을 하며, 소수의 학생들은 재학 중 인턴 아르바이트를 병행하고 수료 후 바로 취업한다.

## 참고 자료
- 부산산업학교 - 한국교육학술정보원 학교알리미